# خاندان هیتوتسوباشی توکوگاوا
هیتوتسوباشی توکوگاوا (به ژاپنی: 一橋徳川家) یکی از خاندان‌های ژاپنی بود.
شوگون پانزدهم و آخرین شوگون از شوگون‌سالاری توکوگاوا، توکوگاوا یوشینوبو از خاندان میتو- توکوگاوا، بعدها به فرزندخواندگی این خاندان درآمد.

## گوسانکیو
خانواده هیتوتسوباشی یکی از گوسانکیوها (سه شاخه خاندان) بودند. نام‌های گوسانکه و گوسانکیو ممکن است شبیه به هم به نظر برسند، اما کاملاً متفاوت هستند.
گفته می‌شود توکوگاوا ایه‌یاسو، بنیان‌گذار شوگون‌سالاری ادو، گوسانکه (سه خانواده بزرگ توکوگاوا) را ایجاد کرد تا برای احتمال قطع نسل خانواده توکوگاوا که قرار بود شوگون شوند، آماده شود. این خانواده‌ها عبارت بودند از خاندان اوواری توکوگاوا، خاندان کی توکوگاوا و خاندان میتو توکوگاوا. اگر خانواده اصلی جانشینی نداشت، از اوواری یا کی کودکی را به فرزندی قبول می‌کردند تا جانشین آنها شود. در نهایت، نسل خانواده اصلی در واقع با مرگ ناگهانی هفتمین شوگون جوان، توکوگاوا ایه‌تسوگو، به پایان رسید. در این زمان، رئیس خاندان کی توکوگاوا جانشین خانواده اصلی شد و به هشتمین شوگون، توکوگاوا یوشیمونه، تبدیل شد.
با این حال، پیش از آنکه یوشیمونه جانشین رئیس خاندان توکوگاوا شود، کشمکش‌های پنهانی مختلفی با خاندان رقیب، خاندان اوواری توکوگاوا، در جریان بود. به همین دلیل، یوشیمونه احساس می‌کرد که اگر نسل او، که عنوان رئیس خاندان به ارث برده بود، دوباره در آینده از بین برود، ثبات شوگون‌سالاری حفظ نخواهد شد. علاوه بر این، بیش از ۱۰۰ سال از تأسیس گوسانکه گذشته بود و آنها از نظر نسل از خانواده رئیس جدا می‌شدند.
بنابراین یوشیمونه پسرانش را واداشت تا خاندان‌های جدید تایاسو و هیتوتسوباشی را ایجاد کنند. پسر ارشد یوشیمونه، توکوگاوا ایه‌شیگه، نهمین شوگون، نیز پسرش را واداشت تا خاندان جدید شیمیزو را ایجاد کند. و در آینده، اگر نسل خاندان توکوگاوا از بین برود، جانشینی از خانواده‌های تایاسو، هیتوتسوباشی یا شیمیزو خواهد آمد. اینها گوسانکیو بودند.
گوسانکیوها اربابان فئودال مستقلی نبودند.
تفاوت بین گوسانکه سنتی و گوسانکیو تازه تأسیس این است که گوسانکه‌ها همگی قلمروهای بزرگی بودند (قلمرو اوواری ۶۲۰٬۰۰۰ ککو، قلمرو کیشو ۵۶۰٬۰۰۰ ککو، قلمرو میتو ۳۵۰٬۰۰۰ ککو)، در حالی که گوسانکیوها قلمرو نبودند. آنها که به عنوان اعضای خانواده شوگون توکوگاوا در نظر گرفته می‌شدند، هر کدام یک ککوداکای ۱۰۰٬۰۰۰ ککو داشتند. با نگاهی به ملازمان گوسانکه‌ها ملازمان ارشدی داشتند که از زمان بنیان‌گذار قلمرو، نسل‌ها به آنها خدمت کرده بودند، در حالی که گوسانکیوها نسل‌ها ملازم نداشتند. ملازمان یا به عنوان یکی از مناصب به گوسانکیو منصوب می‌شدند (آنها رسماً ملازم نبودند، بنابراین می‌توانستند به مناصب دیگر در شوگون‌سالاری منتقل شوند) یا به تازگی استخدام شده بودند. گفته می‌شود دلیل اینکه به گوسانکیوها ککوداکای بزرگ داده نشد، این بود که وضعیت مالی شوگون‌سالاری وخیم بود و زمینی وجود نداشت که بتوان به دست‌نشاندگان جدید اختصاص داد.
گوسانکیوها دایمیوی مستقلی نبودند، بنابراین حتی اگر رئیسشان غایب بود، اجازه حیات داشتند. برای مثال، اگر رئیس یک دایمیوی معمولی ناگهان می‌مرد و جانشینی نداشت، خانواده منقرض می‌شد. با این حال، گوسانکیوها می‌توانستند تا ۲۰ سال یا بیشتر بدون رئیس بمانند تا زمانی که جانشینی برای خود انتخاب کنند و این وضعیت «آکه‌یوآکاتا» نامیده می‌شد.
خانواده هیتوتسوباشی یکی از سه گوسانکیو (سه شاخه از خاندان توکوگاوا) بود، اما از آنجا که دهمین شوگون، توکوگاوا ایه‌هارو، وارثی نداشت، توکوگاوا ایه‌ناری از خانواده هیتوتسوباشی به فرزندی پذیرفته شد و در نهایت یازدهمین شوگون شد. می‌توان گفت که گوسانکیو که برای جلوگیری از انقراض نسل اصلی توکوگاوا در نظر گرفته شده بود، به خوبی عمل کرد. توکوگاوا ایه‌ناری بیشترین فرزند را در بین تمام شوگون‌های توکوگاوا داشت (در مجموع ۵۳ فرزند)، اما پسر بزرگش در جوانی درگذشت، بنابراین پسر دومش، توکوگاوا ایه‌یوشی، جانشین او شد. توکوگاوا ایه‌یوشی که دوازدهمین شوگون شد، عمیقاً با هیتوتسوباشی یوشینوبو رابطه برقرار کرد.